# Dicarbonylcyclopentadienylnitrosylchrom
Dicarbonylcyclopentadienylnitrosylchrom (auch Cynichroden) ist ein Halbsandwichkomplex des Chroms und ein Nitrosylkomplex.

## Herstellung
Dicarbonylcyclopentadienylnitrosylchrom kann durch Reaktion von Tricarbonylcyclopentadienylchrom-Dimer  mit Stickstoffmonoxid in Benzol hergestellt werden. Das dimere Edukt ist wiederum durch Abspaltung von Wasserstoff aus Tricarbonylcyclopentadienylchromhydrid zugänglich.

## Eigenschaften
Dicarbonylcyclopentadienylnitrosylchrom bildet orangefarbene Kristalle. Es ist luftbeständig, löslich in vielen organischen Lösungsmitteln und schmilzt unzersetzt bei 67–68 °C.
Dicarbonylcyclopentadienylnitrosylchrom reagiert unter geeigneten Bedingungen in Friedel-Crafts-Acylierungen. Da der Komplex aber leicht mehrere Äquivalente Aluminiumchlorid koordinieren kann, beispielsweise über die Sauerstoffatome der Nitrosylliganden, muss das Aluminiumchlorid zunächst mit dem Säurechlorid umgesetzt und dann der Komplex zugegeben werden. In dieser Weise kann die Reaktion beispielsweise Benzoylchlorid oder Phenylacetylchlorid durchgeführt werden, während sie ohne diese Vorkehrung lediglich mit Acetylchlorid funktioniert.
Der Cyclopentadienylring kann auch mit einer Vinylgruppe versehen werden, indem er zunächst mit Acetylchlorid und Aluminiumchlorid acetyliert wird. Als Nächstes wird die Ketogruppe mit Natriumborhydrid in Ethanol zum Alkohol reduziert und anschließend durch Erhitzen mit para-Toluolsulfonsäure dehydratisiert. Diese Verbindung kann mit AIBN als Radikalstarter polymerisiert werden. Auch eine Copolymerisation mit Styrol ist möglich.

## Externe Links zu erwähnten Verbindungen
1. ↑  Externe Identifikatoren von bzw. Datenbank-Links zu Tricarbonylcyclopentadienylchrom-Dimer:  CAS-Nr.: 12194-12-6, PubChem: 134871162, ChemSpider: 9037595, Wikidata: Q70881580.
2. ↑  Externe Identifikatoren von bzw. Datenbank-Links zu Tricarbonylcyclopentadienylchromhydrid:  CAS-Nr.: 36495-37-1, Wikidata: Q131285768.